# 兵庫県道253号寺坂柳線
兵庫県道253号寺坂柳線（ひょうごけんどう253ごう てらさかやなぎせん）は、兵庫県豊岡市を通る一般県道である。

## 概要
豊岡市出石町寺坂から豊岡市出石町柳に至る。

### 路線データ
- 起点：豊岡市出石町寺坂（国道426号交点）
- 終点：豊岡市出石町柳（柳交差点、京都府道・兵庫県道2号宮津養父線上、兵庫県道10号朝来出石線終点）
- 総延長：5.582 km

## 路線状況

### 重複区間
- 京都府道・兵庫県道2号宮津養父線（豊岡市出石町川原・川原交差点 - 豊岡市出石町柳・柳交差点（終点））

## 地理

### 通過する自治体
- 豊岡市

### 交差する道路
| 交差する道路                                                        | 交差する場所 | 交差する場所    |
| ------------------------------------------------------------------- | ------------ | --------------- |
| 国道426号 国道482号 重複 京都府道・兵庫県道2号宮津養父線 重複       | 出石町寺坂   | 起点            |
| 京都府道・兵庫県道2号宮津養父線 重複区間起点                        | 出石町川原   | 川原交差点      |
| 京都府道・兵庫県道2号宮津養父線 重複区間終点 兵庫県道10号朝来出石線 | 出石町柳     | 柳交差点 / 終点 |

### 沿線
- 出石川
- 兵庫県立出石高等学校
- 豊岡市立弘道小学校
- 豊岡市立出石中学校